# Становое (Новосильский район)
Станово́е — село в составе Глубковского сельского поселения Новосильского района Орловской области России.

## География
Располагается на холмистой местности правого берега реки Колпёнки по обеим сторонам автодороги Новосиль — Мценск в 5 км от сельского административного центра Чулково.

## Название
Название получено от слова «стан» — место пребывания, лагерь, в древней Руси административный центр. Другое название Анастасово получено от имени Анастасий (владельца поселения или от возможно существовавшей когда-то церкви во имя св. Анастасия.

## История
В ДКНУ (Дозорной книге Новосильского уезда) за 1614—1615 гг. упоминается сельцо Становое, Анастасова тож. А в ПКНУ (Писцовой книге Новосильского уезда) за 1646 год — как деревня Становая, вотчина Семёна Воейкова. Сельцо относилось к приходу церкви Святой Параскевы села Пятницкого (Жашково).

## Население
| 1857 | 1859 | 2010 |
| ---- | ---- | ---- |
| 261  | ↘246 | ↘55  |

В 1915 году в Становом насчитывалось 50 крестьянских дворов и 325 жителей.